# Cristianos por el Socialismo
Cristianos por el Socialismo (CPS) fue un movimiento cultural mundial que se enfocó en la desigualdad social y la injusticia económica, inspirado en la teología de la liberación. Comenzó en abril de 1971 y tuvo su primera expresión cuando un grupo de ochenta sacerdotes chilenos, conocidos como el Grupo de los 80, que públicamente declara su apoyo en la construcción del socialismo según los lineamientos del entonces Presidente Salvador Allende.
Se creó formalmente en septiembre de 1973, tras la conformación del Secretariado Nacional de Cristianos por el Socialismo, a fin de darle una mayor organización al Grupo de los Ochenta, creado tras las jornadas de reflexión de abril de 1973 compuesta por ochenta sacerdotes, y a los laicos que prontamente fueron sumándose al movimiento.
El grupo acogía a cristianos de izquierda que habían vivido con entusiasmo la experiencia de apertura y renovación de la Iglesia católica gracias al Concilio Vaticano II. Fueron muchos los exponentes de las asociaciones católicas que se adhirieron a la idea del «camino cristiano del socialismo» y del «socialismo del rostro humano». En Chile su antecedente inmediato es Iglesia Joven.
La Asociación Católica de Trabajadores Italianos (ACLI) se manifestó muy positivamente a este proyecto de socialismo cristiano. Muchos fueron los jóvenes que habían vivido las protestas del ’68 y que luego se adhirieron al movimiento.
Personaje carismático del movimiento es un cura salesiano Giulio Girardi, que había conocido bien la experiencia chilena y que desarrolló mucho este proyecto. Otro personaje es Lidia Menapace, histórica exponente de la resistencia católica italiana (durante la II Guerra Mundial).
Cristianos por el Socialismo tuvo una corta vida en Chile, compuesta principalmente por la férrea resistencia desde la jerarquía de la Iglesia católica en Chile, principalmente por los ataques desde el Episcopado Chileno bajo la dirección de monseñor Carlos Oviedo, y la irrupción de los militares en el gobierno luego del golpe de Estado de 1973. Aun así, logró reunir a movimientos latinoamericanos similares en el Primer Encuentro Latinoamericano de Cristianos por el Socialismo del 23 al 30 de abril de 1972 realizado en Santiago de Chile, como también mantener un fuerte contacto con los sacerdotes presentes en Cuba y llevar a la práctica una serie de programas sociales en los sectores populares.
Movimientos análogos nacieron pronto en España e Italia. En España un personaje fundamental para la creación y el desarrollo del movimiento mismo fue Alfonso Carlos Comín. El grupo CPS tiene como hito fundamental la celebración de sus Jornadas Anuales que alternativamente se realizan en Madrid y Barcelona. CPS tiene presencia principalmente en Madrid, Cataluña, Menorca y con personas a título individual en diversas comunidades autónomas, como Andalucía, Galicia, Aragón y otras.
En la actualidad el grupo CPS se mantiene dentro de un movimiento mayor llamado «Redes Cristianas», como encuentro crítico y de reflexión en relación con la Iglesia, la Sociedad y la Política.